# ISS-Expeditie 41
ISS-Expeditie 41 was de eenenveertigste missie naar het Internationaal ruimtestation ISS. De missie begon op 10 september 2014 met het vertrekken van het Sojoez TMA-12M-ruimtevaartuig vanaf het ISS met drie bemanningsleden van ISS-Expeditie 40 aan boord. 

## Bemanning
| Bevelhebber       | Maksim Surajev, RSA 2e ruimtevlucht      | Maksim Surajev, RSA 2e ruimtevlucht          |                                              |                                              |
| Flight Engineer 1 | Gregory R. Wiseman, NASA 1e ruimtevlucht | Gregory R. Wiseman, NASA 1e ruimtevlucht     |                                              |                                              |
| Flight Engineer 2 | Alexander Gerst, ESA 1e ruimtevlucht     | Alexander Gerst, ESA 1e ruimtevlucht         |                                              |                                              |
| Flight Engineer 3 |                                          | Aleksandr Samokoetjajev, RSA 2e ruimtevlucht | Aleksandr Samokoetjajev, RSA 2e ruimtevlucht | Aleksandr Samokoetjajev, RSA 2e ruimtevlucht |
| Flight Engineer 4 |                                          | Jelena Serova, RSA 1e ruimtevlucht           | Jelena Serova, RSA 1e ruimtevlucht           | Jelena Serova, RSA 1e ruimtevlucht           |
| Flight Engineer 5 |                                          | Barry E. Wilmore, NASA 2e ruimtevlucht       | Barry E. Wilmore, NASA 2e ruimtevlucht       | Barry E. Wilmore, NASA 2e ruimtevlucht       |